# 2014 في الهند
فيما يلي قوائم الأحداث التي وقعت خلال عام 2014 في الهند.

## سياسة

### تعيين في المنصب
- 1 يناير – فينود خانا عضو لوك سابها [الإنجليزية]‏.
- 16 مايو – ناريندرا مودي عضو لوك سابها [الإنجليزية]‏،رئيس وزراء الهند، وزارة شؤون الموظفين والمظالم العامة والمعاشات التقاعدية [الإنجليزية]‏.
- 16 مايو – هيما ماليني عضو لوك سابها [الإنجليزية]‏.
- 26 مايو – آرون جايتلي وزير المالية الهندي [الإنجليزية]‏، وزير الدفاع الهندي [الإنجليزية]‏.

### انتهاء فترة المنصب
- 1 يناير – ميرا كومار عضو لوك سابها [الإنجليزية]‏.
- 16 مايو – ناريندرا مودي Member of the Legislative Assembly (India) [الإنجليزية]‏، عضو الجمعية التشريعية في ولاية غوجارات.
- 26 مايو – آرون جايتلي زعيم المعارضة [الإنجليزية]‏،وزير الدفاع الهندي [الإنجليزية]‏.
- 26 مايو – مانموهان سينغ رئيس وزراء الهند.

## أفلام
من الأفلام التي صدرت هذه السنة في الهند:
- 1 يناير – الأصبع من إخراج Rensil D'Silva [الإنجليزية]‏.
- 1 يناير – الطريق السريع من إخراج امتياز علي.
- 1 يناير – إيك فيلين من إخراج Mohit Suri [الإنجليزية]‏.
- 1 يناير – بوبي جاسوس من إخراج Samar Shaikh ‏.
- 1 يناير – بوجاي من إخراج هاري.
- 1 يناير – سنة جديدة سعيدة من إخراج فرح خان.
- 1 يناير – جندي لا يتوقف أبدا عن الواجب من إخراج إيه آر موروجادوس.
- 1 يناير – كوين من إخراج فيكاس باهل.
- 1 يناير – كيك من إخراج ساجد ناديادوالا.
- 1 يناير – نهاية سعيدة من إخراج Raj & DK [الإنجليزية]‏.
- 1 يناير – هاسي توه فاسي من إخراج Vinil Mathew [الإنجليزية]‏.
- 1 يناير – هاماري ادهوري كاهاني من إخراج Mohit Suri [الإنجليزية]‏.
- 1 يناير – هامبتي شارما كي دولهانيا من إخراج شاشانك خيطان [الإنجليزية]‏.
- 23 يناير – جاي هو من إخراج سهيل خان.
- 13 فبراير – جونداي من إخراج علي عباس ظفر [الإنجليزية]‏.
- 28 فبراير – الآثار الجانبية للزواج من إخراج Saket Chaudhary [الإنجليزية]‏.
- 3 أبريل – مين تيرا هيرو من إخراج ديفيد دهاوان.
- 22 مايو – هيروبانتي من إخراج Sabbir Khan [الإنجليزية]‏.
- 23 مايو – عشاق السحر من إخراج Mehul M Atha ‏.
- 6 يونيو – أكشن جاكسون من إخراج برابهو ديفا.
- 8 أغسطس – رحلة المائة قدم من إخراج لاسي هالستروم.
- 15 أغسطس – عودة سينغهام من إخراج روهيت شيتي.
- 2 أكتوبر – بانغ بانغ من إخراج سيدهارث أناند.
- 2 أكتوبر – حيدر من إخراج فيشال بهاردساج.

## برامج ومسلسلات وأنمي
- سحر الأسمر
- باليكا فادهو

## كتب
من الكتب التي صدرت هذه السنة في الهند:
- 1 يناير – فينموراسو من تأليف B. Jeyamohan [الإنجليزية]‏.

## وفيات

### يناير
- 13 يناير – أنجالي ديفي (مواليد 1927) ممثلة هندية.
- 17 يناير – محمد برهان الدين (مواليد 1915)

### مارس
- 25 مارس – ناندا (مواليد 1939) ممثلة هندية.

### يوليو
- 10 يوليو – زهره سيغال (مواليد 1912)

### أغسطس
- 20 أغسطس – بيلور كريشناماشار سونداراراجا إينغار (مواليد 1918) كاتب هندي.